# Кисмет (робот)

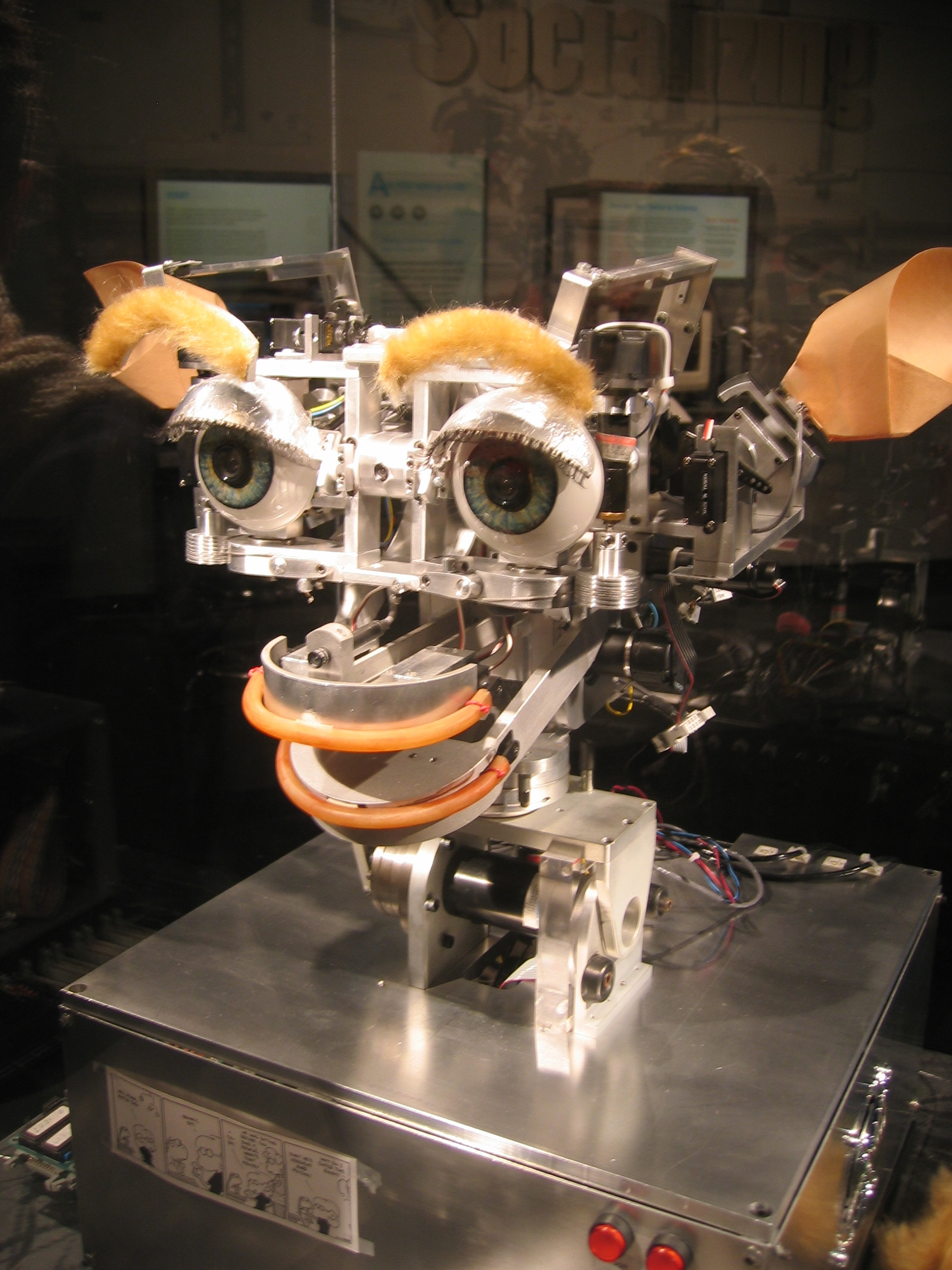
Кисмет в настоящее время находится в музее Массачусетского технологического института в городе Кембридже (Массачусетс)

Кисмет (англ. Kismet) — робот, созданный в конце 1990-х годов в Массачусетском технологическом институте доктором Синтией Бризил. Слуховые, визуальные и выразительные системы робота были предназначены для его участия в социальном взаимодействии с человеком и моделировании человеческих эмоций и мимики. Название «кисмет» происходит от турецкого слова, означающего «судьба» или, иногда, «удача».